# Замок Донамон
Замок Донамон (англ. Donamon Castle, Dunamon Castle, ірл. Dún Lomáin) — замок Данамон, замок Дун Ломайн — один із замків Ірландії, розташований в графстві Роскоммон. Це один із найдавніших населених замків Ірландії. Замок стоїть на пагорбі, з видом на річку Сак.

## Історія замку Донамон
Фортеця тут стояла з давніх часів, ще з часів залізної доби. Звідси і назва Дун Ломайн — Фортеця Ломайна або Ломгайна. Замок вперше згадується в «Літописі Чотирьох Майстрів» в записах щодо 1154 року.
У давні часи ця фортеця була резиденцією вождів клану О'Фіоннахта (ірл. — Ó Fionnachta). Інша назва цього клану — клан Хоннмайг (ірл. — Clann Chonnmhaigh). Цей клан був одним із двох найсильніших кланів ірландського королівства Коннахт. У 1232 році норманських феодал Адам де Стонтон спробував захопити ці землі і цю фортецю. Але в 1233 році він був розбитий і його замок був спалений ірландським кланом О'Коннор. Замок був відновлений і в 1294 році захоплений феодалом де Оддінгсел. Але він помер наступного року. Замок потім захопив феодал де Бірмінгам. Але знову клан О'Коннор захопив замок і спалив його вщент. У 1307 році цю землю захопив клан Берк, вождем якого був ватажок, відомий як Мак Девід. Мак Девід Берк володів цими землями і цим замком протягом наступних 300 років. Під час війн XVII століття в Ірландії замком та землями навколо нього володіла молодша гілка клану Берк — родина Кавлфілд. Вони продовжували володіти цим замком і землями в часи масової конфіскації земель та замків в ірландських кланів. Але в 1656 році замок купив офіцер армії Олівера Кромвеля — Роберт Кінг Рікінгам. У 1668 році замок був переданий в оренду Томасу Кавліфілду — лорду Кінгстону, що був сином короля Англії. У 1932 році замок захопив загін ІРА під проводом Шона Мак Кула та Мік Прайса. Вони використовували замок як тренувальну базу ІРА. У 1939 році замок був у розпорядженні комісії землекористування вільної держави Ірландія. Замок купили католицькі місіонери. На той час замок був в поганому стані і почав руйнуватися. Місіонери відремонтували замок, побудували кілька нових будівель, створили містечко для студентів. Замок до цього часу є у володіннях місії. Студентське містечко тепер у власності товариства інвалідів і використовується як центр реабілітації та відпочинку.